# Tetraidrotiofeno
Tetraidrotiofeno é um composto orgânico heterocíclico consistindo de um anel de cinco membros contendo quatro átomos de carbono e um átomo de enxofre. É o análogo saturado do tiofeno. É um líquido volátil, claro, incolor com um forte odor desagradável.
Por causa de seu cheiro, tetraidrotiofeno é ocasionalemnte usado como um odorante em gás natural, no lugar do mais comumente utilizado etanotiol.